# Euphysa vervoorti
Euphysa vervoorti är en nässeldjursart som beskrevs av Anita Brinckmann-Voss och Arai 1998. Euphysa vervoorti ingår i släktet Euphysa och familjen Euphysidae. Inga underarter finns listade i Catalogue of Life.